# Constantin Reiner
Constantin Reiner (Oberndorf bei Salzburg, 1997. július 11. –) osztrák labdarúgó, a lengyel Piast Gliwice hátvédje.

## Pályafutása
Reiner az osztrák Oberndorf bei Salzburgban született. Az ifjúsági pályafutását az USK Obertrum csapatában kezdte, majd 2006-ban a Red Bull Salzburg akadémiájánál folytatta.
2014-ben mutatkozott be az USK Anif felnőtt csapatában. 2018-ban a másodosztályú SV Riedhez igazolt. A 2019–20-as szezonban feljutottak az Osztrák Bundesligába. 2022. január 17-én 3½ éves szerződést kötött a lengyel első osztályban érdekelt Piast Gliwice együttesével. Először a 2022. április 3-ai, Wisła Kraków ellen 2–2-es döntetlennel zárult mérkőzés 79. percében, Michał Kaput cseréjeként lépett pályára. Első gólját 2022. szeptember 5-én, a Miedź Legnica ellen 2–1-re megnyert találkozón szerezte meg.

## Statisztikák
2022. november 8. szerint
| Klub          | Szezon   | Osztály            | Bajnokság | Bajnokság | Kupa és Ligakupa | Kupa és Ligakupa | Nemzetközi | Nemzetközi | Összesen | Összesen |
| Klub          | Szezon   | Osztály            | Meccs     | Gól       | Meccs            | Gól              | Meccs      | Gól        | Meccs    | Gól      |
| ------------- | -------- | ------------------ | --------- | --------- | ---------------- | ---------------- | ---------- | ---------- | -------- | -------- |
| SV Ried       | 2017–18  | 2. Liga            | 2         | 0         | 0                | 0                | —          | —          | 2        | 0        |
| SV Ried       | 2018–19  | 2. Liga            | 18        | 1         | 2                | 0                | —          | —          | 20       | 1        |
| SV Ried       | 2019–20  | 2. Liga            | 21        | 0         | 2                | 0                | —          | —          | 23       | 0        |
| SV Ried       | 2020–21  | Osztrák Bundesliga | 23        | 2         | 1                | 0                | —          | —          | 24       | 2        |
| SV Ried       | 2021–22  | Osztrák Bundesliga | 16        | 2         | 2                | 1                | —          | —          | 18       | 3        |
| SV Ried       | Összesen | Összesen           | 80        | 5         | 7                | 1                | 0          | 0          | 87       | 6        |
| Piast Gliwice | 2021–22  | Ekstraklasa        | 6         | 0         | 1                | 0                | —          | —          | 7        | 0        |
| Piast Gliwice | 2022–23  | Ekstraklasa        | 12        | 2         | 3                | 0                | —          | —          | 15       | 2        |
| Piast Gliwice | Összesen | Összesen           | 18        | 2         | 4                | 0                | 0          | 0          | 22       | 2        |
| Összesen      | Összesen | Összesen           | 98        | 7         | 11               | 1                | 0          | 0          | 109      | 8        |

## Sikerei, díjai
SV Ried
- 2. Liga
  - Feljutó (1): 2019–20